# Fayette County (Pennsylvania)
Das Fayette County ist ein County US-Bundesstaat Pennsylvania. Bei der Volkszählung im Jahr 2020 hatte das County 128.804 Einwohner und eine Bevölkerungsdichte von 62,9 Einwohnern pro Quadratkilometer. Der Verwaltungssitz (County Seat) ist Uniontown.
Das Fayette County ist Bestandteil der Metropolregion um die Stadt Pittsburgh.

## Geographie
Das County liegt im Südwesten von Pennsylvania am Ostufer des Monongahela River, einem der beiden Quellflüsse des Ohio River; im Süden wird es durch die Mason-Dixon-Linie von Maryland und West Virginia getrennt. Das Fayette County hat eine Fläche von 2067 Quadratkilometern, wovon 20 Quadratkilometer Wasserfläche sind. Es grenzt an folgende Countys:
| Washington County                 | Westmoreland County            |                           |
| Greene County                     |                                | Somerset County           |
| Monongalia County (West Virginia) | Preston County (West Virginia) | Garrett County (Maryland) |

## Geschichte

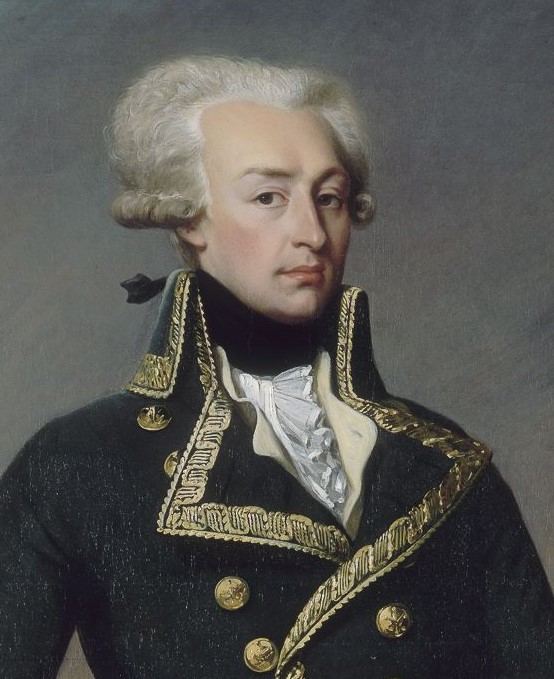
La Fayette

Das Fayette County wurde am 26. September 1783 aus dem Westmoreland County gebildet. Benannt wurde es nach Marie - Joseph Motier, Marquis de La Fayette (1757–1834), ein französischer General, der maßgeblich am Amerikanischen Unabhängigkeitskrieg und an der Französischen Revolution beteiligt war.
Im County liegen zwei geschützte Stätten herausragender historischer Bedeutung, das Fort Necessity National Battlefield und die Friendship Hill National Historic Site. Fünf weitere Orte haben den Status einer National Historic Landmark. 68 Bauwerke und Stätten des Countys sind im National Register of Historic Places (NRHP) eingetragen (Stand 18. Juli 2018).

## Demografische Daten
Nach der Volkszählung im Jahr 2010 lebten im Fayette County 136.606 Menschen in 58.871 Haushalten. Die Bevölkerungsdichte betrug 66,7 Einwohner pro Quadratkilometer.
Ethnisch betrachtet setzte sich die Bevölkerung zusammen aus 93,3 Prozent Weißen, 4,6 Prozent Afroamerikanern, 0,1 Prozent amerikanischen Ureinwohnern, 0,3 Prozent Asiaten sowie aus anderen ethnischen Gruppen; 1,3 Prozent stammten von zwei oder mehr Ethnien ab. Unabhängig von der ethnischen Zugehörigkeit waren 0,8 Prozent der Bevölkerung spanischer oder lateinamerikanischer Abstammung.
In den 58.871 Haushalten lebten statistisch je 2,35 Personen.
20,3 Prozent der Bevölkerung waren unter 18 Jahre alt, 61,7 Prozent waren zwischen 18 und 64 und 18,0 Prozent waren 65 Jahre oder älter. 50,9 Prozent der Bevölkerung war weiblich.
Das jährliche Durchschnittseinkommen eines Haushalts lag bei 35.260 USD. Das Prokopfeinkommen betrug 19.100 USD. 17,3 Prozent der Einwohner lebten unterhalb der Armutsgrenze.

## Städte und Gemeinden
Citys
- Connellsville
- Uniontown

Boroughs
| - Belle Vernon - Brownsville - Dawson - Dunbar - Everson - Fairchance | - Fayette City - Markleysburg - Masontown - Newell - Ohiopyle - Perryopolis | - Point Marion - Seven Springs1 - Smithfield - South Connellsville - Vanderbilt |

Census-designated places (CDP)
| - East Uniontown - Grindstone-Rowes Run - Hiller | - Hopwood - Leith-Hatfield - Lynnwood-Pricedale2 | - New Salem-Buffington - Oliver - Republic |

Unincorporated Communitys
| - Acme2 - Adah - Farmington - Gans | - Lake Lynn - Lemont Furnace - McClellandtown - Star Junction | - Whitsett - Wickhaven |

1 – teilweise im Somerset County

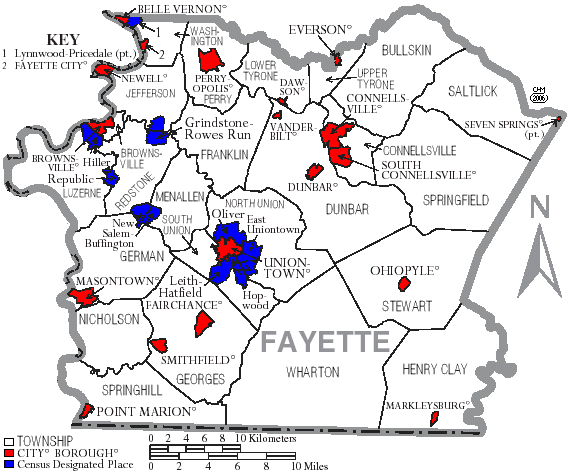
Karte des Fayette Countys

2 – teilweise im Westmoreland County

## Townships
| - Brownsville Township - Bullskin Township - Connellsville Township - Dunbar Township - Franklin Township - Georges Township | - German Township - Henry Clay Township - Jefferson Township - Lower Tyrone Township - Luzerne Township - Menallen Township | - Nicholson Township - North Union Township - Perry Township - Redstone Township - Saltlick Township - Springfield Township | - Springhill Township - South Union Township - Stewart Township - Upper Tyrone Township - Washington Township - Wharton Township |